# I Flintstones in Viva Rock Vegas
I Flintstones in Viva Rock Vegas (The Flintstones in Viva Rock Vegas) è un film commedia statunitense del 2000, diretto da Brian Levant, prequel del lungometraggio I Flintstones, basato sulla serie animata I Flintstones di Hanna-Barbera. Narra l'incontro tra Fred e Barney con le future rispettive mogli Wilma e Betty.

## Trama
Fred Flintstone e Barney Rubble, amici di vecchia data, sono due giovani operai appena assunti alla cava di pietra Slate & Company; una sera s'imbattono in Gazoo, un piccolo alieno inviato sulla Terra per studiare i rituali del corteggiamento, della riproduzione ed il valore dell'amore fra gli umani.
Wilma Slaghoople, stanca di condurre la solita monotona vita aristocratica e coinvolta a contrarre matrimonio, per volontà di sua madre Perla, con il ricchissimo Chip Rockefeller, decide di scappare a Bedrock sperando in una vita normale; presso il fast food Bronto King, conosce la cameriera Betty O'Shale, che la ospita nel suo appartamento e presto anche Wilma viene assunta nel medesimo ristorante.
Decisi ad avere un appuntamento con due ragazze, Fred e Barney si recano al Bronto King; Fred è attratto da Betty ed ottiene proprio da questa un appuntamento, la quale presenta Wilma a Barney. Il giorno dopo tutti e quattro si recano ad un Luna Park; improvvisamente le coppie s'invertono: Barney rimane affascinato da Betty, mentre Fred passa il resto della giornata con Wilma e proprio questi due vincono al bowling un uovo dal quale ne esce un cucciolo di dinosauro che viene chiamato Dino.
Tempo dopo, Wilma invita Fred, Barney e Betty alla sua residenza per la festa di compleanno del padre, il colonnello Slaghoople; i tre rimangono spiazzati da un lusso del quale Wilma non aveva mai parlato. Fred rimane imbarazzato quando svela a Rockefeller d'esser un semplice operaio, mentre alla madre di Wilma non piacciono i tre ospiti della figlia a differenza del marito che li accetta, lieto che Wilma sia felice e le dona una preziosa collana di perle che un tempo apparteneva alla sua bisnonna. 
Resosi conto dell'interesse che Wilma ha su Fred, Rockefeller si scusa proprio con questi, invitando lui, Barney e le ragazze al suo nuovo casinò a Rock Vegas.
Il tutto però risulta essere un tranello: Rockefeller è intenzionato a sposare Wilma, poiché la consolidazione d'un matrimonio gli garantirebbe l'estinzione d'un grande debito; infatti, egli viene più volte sollecitato al pagamento dai gangster Little e Big Rocko.
Senza rendersi conto, Fred arriva ad abusare col gioco d'azzardo, al fine di stupire Wilma con la possibile riscossione di un'elevata somma di denaro; Barney tenta d'avvisare l'amico che sta esagerando, ma Rockefeller lo allontana in combutta con la ragazza di questi, Roxie. Betty s'accorge di Barney insieme a Roxie ed interpreta il tutto come un tradimento; a consolare Betty sopraggiunge la nota rockstar Mick Jagged. Wilma decide d'allontanarsi da Fred, ormai succube d'un non più fortunato gioco. Rockefeller convince Wilma a custodire le sue preziose perle in una cassaforte blindata ed a questo punto lo stesso Rockefeller inscena un furto: la colpa ricade ovviamente su Fred, che si ritrova in tasca le perle di Wilma (le quali, di nascosto, gli erano state messe in precedenza dall'avido Rockefeller). Barney, dubbioso della colpevolezza dell'amico, protesta in pubblico, garantendo che Fred non farebbe mai una cosa del genere e che per lo più le perle si trovavano chiuse in una cassaforte della quale Fred non conosceva la combinazione; Barney viene accusato di complicità ed i due amici vengono condotti in prigione.
In prigione, Fred e Barney vengono raggiunti da Gazoo che gli rivela il losco piano che Rockefeller sta portando avanti, aiutandoli così ad evadere. Tornati al casinò, i due amici si travestono da ballerine per passare inosservati; irrompono nel camerino di Mick Jagged e Barney chiarisce con Betty dell'equivoco con Roxie, confessandole il suo amore e mettendo Jagged fuori gioco.
Fred indossa un abito di Jagged e, nel tentativo di riconciliarsi con Wilma, improvvisa una serenata direttamente sul palcoscenico. Scusatosi con Wilma e sapendo che lei lo ama ancora, Fred le propone di sposarlo e lei accetta felicemente, rifiutando così in definitiva Rockefeller che dovrà vedersela con i due gangster.
Alla fine, Fred e Wilma si sposano nella Cappella dell'Amore di Rock Vegas; dopo la proclamazione dei nuovi coniugi Flintstones, tutti si mettono a cantare la classica sigla del cartone animato Meet the Flintstones; Betty riesce a cogliere il bouquet di fiori lanciato da Wilma, segno che il prossimo matrimonio sarà proprio il suo con Barney. Inoltre, Gazoo, commosso, ammette d'aver finalmente capito cos'è l'amore.

## Produzione
Il film venne girato fra:
- Vasquez Rocks ad Agua Dulce;
- Santa Clarita;
- il Paramount Ranch ad Agoura, California;
- Snow Canyon State Park, a Ivins.

## Apparizioni
- La star Joan Collins qui interpreta il ruolo dell'eccentrica madre di Wilma, al posto di Elizabeth Taylor nel precedente film.
- Nel film è presente, in una delle sue prime apparizioni cinematografiche, l'attrice Kristen Stewart.
- Nel film è presente come bassista di una band, John Taylor bassista dei Duran Duran che interpreta Keith Richrock.
- Anche William Hanna e Joseph Barbera, autori de I Flintstones, fanno una brevissima apparizione fra gli invitati al matrimonio di Fred e Wilma.
- Harvey Korman, che interpreta il padre di Wilma, aveva doppiato il Dittavolo nel film del 1994.
- Rosie O'Donnell, interprete di Betty nel film del 1994, qui doppia un polpo massaggiatore.
- John Stephenson, storico doppiatore del signor Slate nella serie animata, qui da la voce ad uno dei croupier polpo ed interpreta il ministro che sposa Fred e Wilma.

## Critica
Il film è stato candidato ai Razzie Awards 2000 come Peggior film, Peggior attore non protagonista per Stephen Baldwin, Peggior attrice non protagonista per Joan Collins e Peggior remake o sequel.